# Лика (річка)
Лика (хорв. Lika) — річка в Хорватії.

## Опис
Довжина — 78 км, площа басейну — 1570 км². Витікає з пагорбів масиву Велебит у регіоні Лика.
До Лики впадають притоки Отешиця і Новчиця справа, Гламочниця і Ядова — зліва, та низка менших річок.
У каньйоні Лики створене штучне озеро Крущиця (Крущицьке озеро, Крущицьке водосховище) біля Госпича. Гідроенергетичний потенціал Лики та Крущиці використовується для виробництва електроенергії на ГЕС Сень і Склопе.
Вода з Лики має високу якість і мінералізацію, вирізняється чистотою і приємним смаком, через що використовується для забезпечення питною водою населених пунктів регіону та ближніх островів.
Частина течії Лики належить до природного парку «Грабовацькі печери». Одна з печер парку — Самоград — виходить просто до берега річки.
Одна з найвідоміших споруд на річці Лиці — Косинський міст, що сполучає Верхній Косинь з Нижнім Косинем.

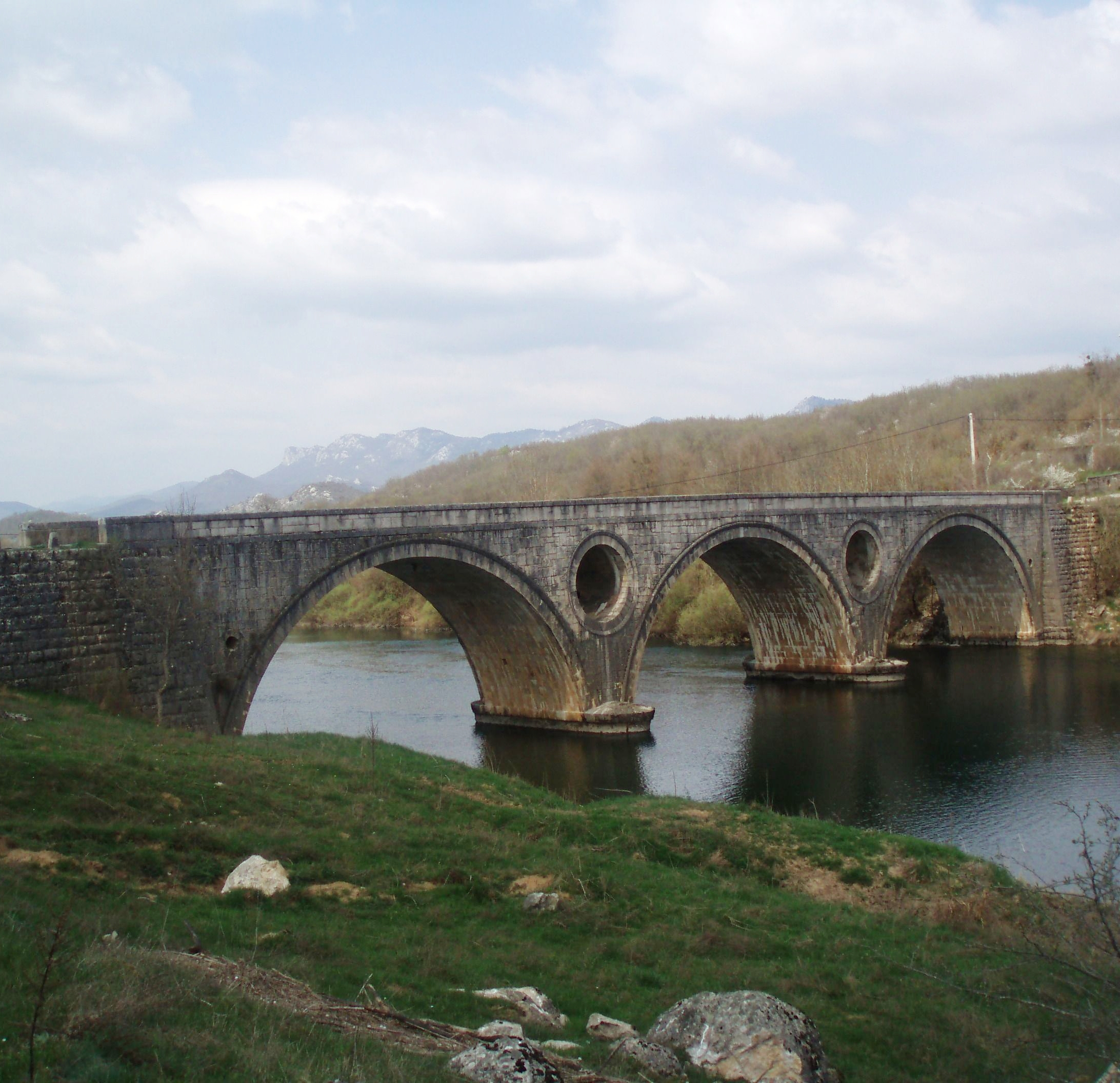
Косинський міст через Лику
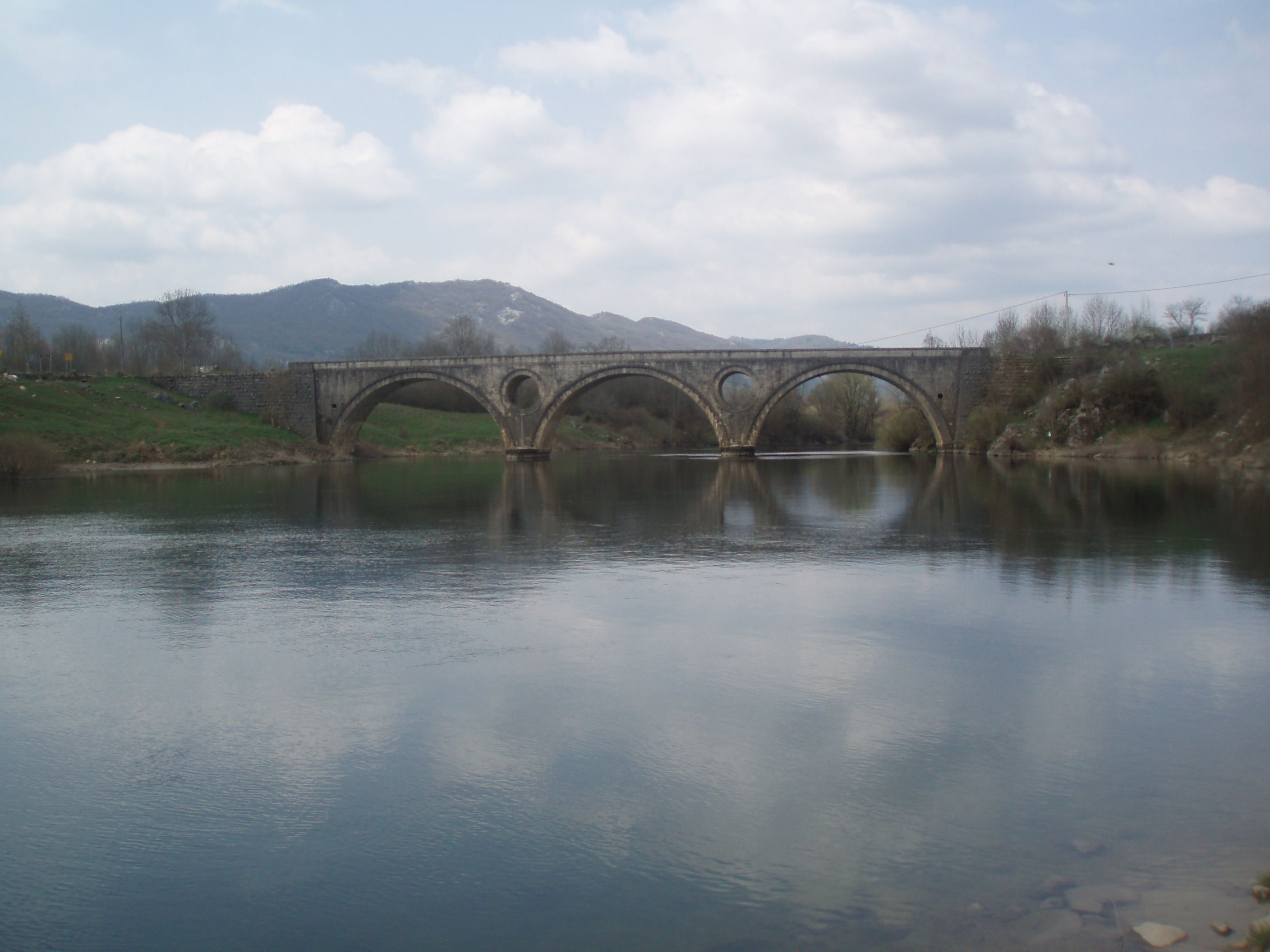
Вигляд Косинського мосту й Лики
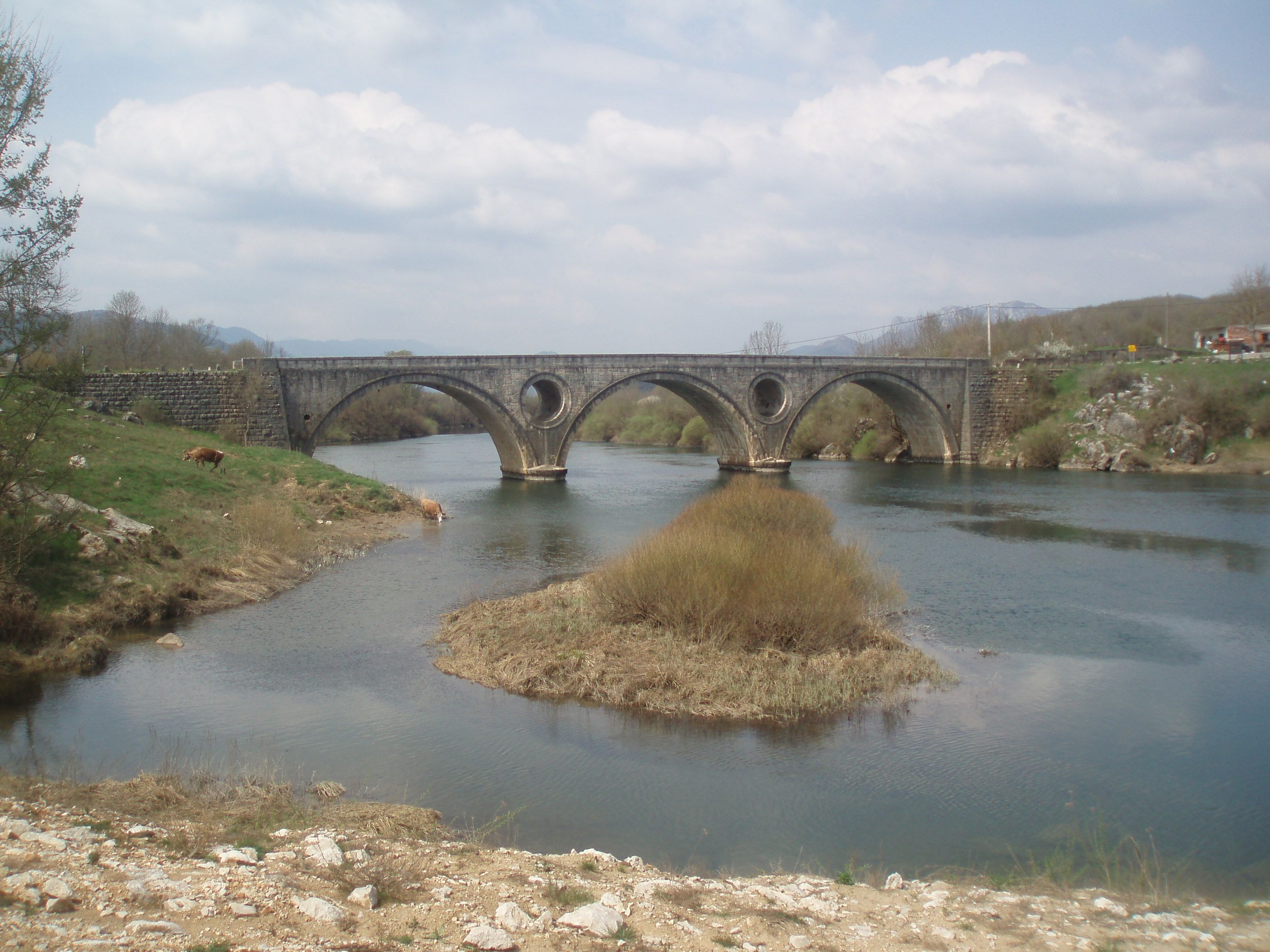
Річка Лика й міст
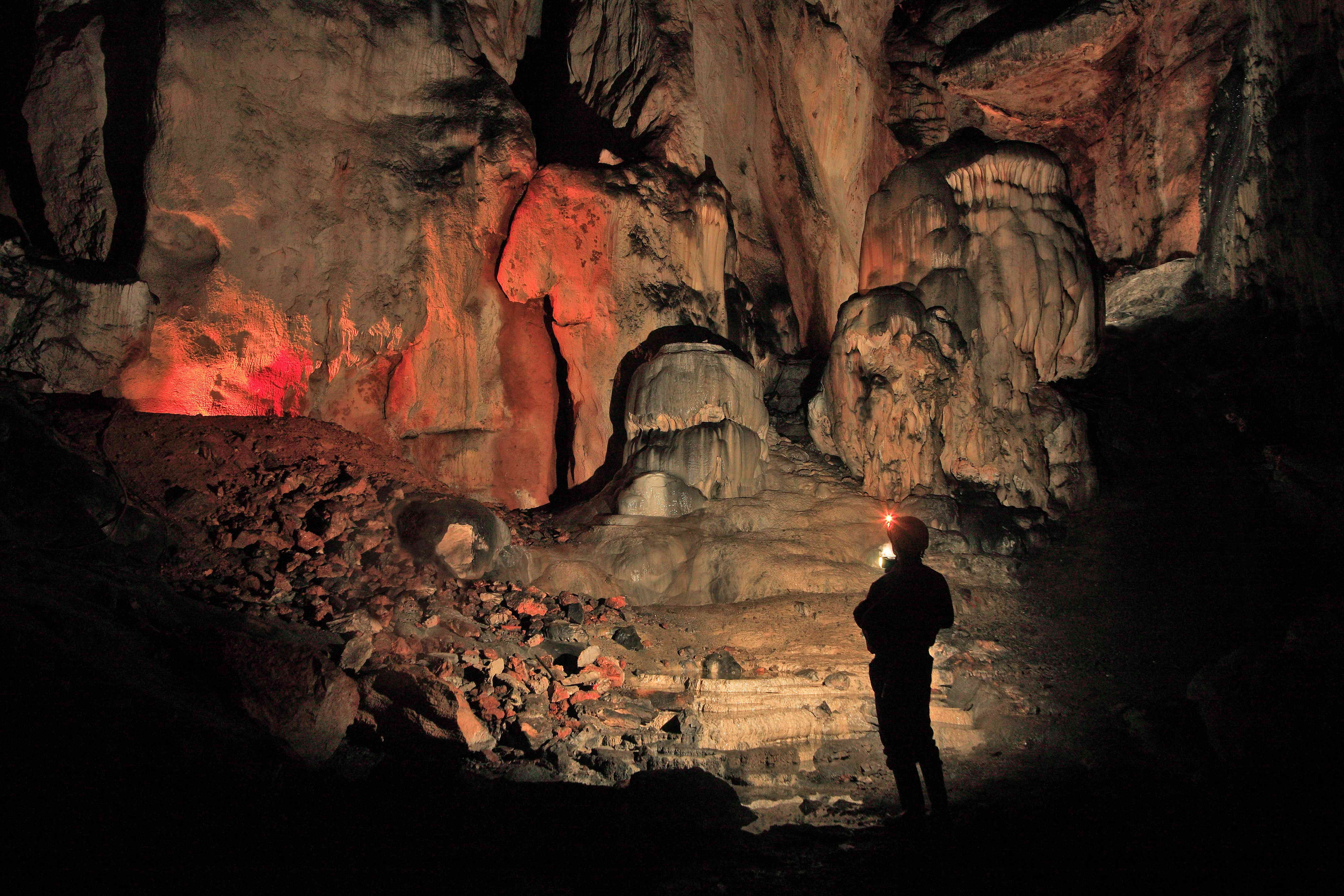
Печера Самоград